# 翡翠 (選區)
翡翠（英語：Fei Tsui，代號C14）曾是香港東區區議會下轄的選區，1994年設立，自2021年起懸空至2023年取消，懸空前的區議員為東區區議會主席兼公民黨成員黎志強。

## 範圍
選區位於柴灣西南部，現時由興華(二)邨、峰華邨和萃文道沿線樓宇組成，與其相連的選區有環翠、柏架山、興民和南區區議會的赤柱及石澳選區。由於翡翠道盤旋其中，故採納為選區名稱，投票站設於文理書院 (香港)。

## 沿革
1982年第一屆區議會選舉柴灣一帶以柴灣道分劃為柴灣北及柴灣南選區，其後因應人口增加，柴灣南選區再以環翠道分劃出柴灣西選區。其後人口繼續上升，1988年選舉柴灣西選區定為雙議席選區，1991年選舉沿用。
1993年港督彭定康推行政改方案改革區議會，取消所有委任議席及雙議席選區制度，全面實行單議席單票制，並改由選區分界及選舉事務委員會制定，區議會選區數目亦隨人口變動而大幅增加，翡翠道一帶由原有柴灣西雙議席選區劃為翡翠選區，而興華（一）邨則與興民邨、山翠苑劃為興民選區。
1994年區議會選舉，原柴灣西區議員黎志強得到港同盟匯點聯合提名出選，對手是民主建港聯盟鄧錫清，最終黎志強以1,666票擊敗鄧。選後兩者合併成立民主黨，黎成為創黨成員。
1999年區議會選舉，議席由民主建港聯盟成員馬德成和黎志強爭奪，最終黎志強以1,636票勝出。2003年區議會選舉，黎馬再次對決，最終黎志強以1,932票擊敗對手連任。
2007年區議會選舉，選區人口估算約13,116人，其中有7,385位選民。黎志強再度參選，對手馬德成則沒以民建聯名義參選，最終黎志強以1,650票第三次擊敗對手。2008年立法會選舉，黎因不滿未獲黨安排參選（該年民主黨的選舉策略是「N+1」，N的意思是民主黨在該選區擁有的立法會議席數目，港島選區若以此策略出選，理應可派三隊，但因公民黨的競選名單把余若薇排第二，意圖奪取兩席，民主黨內為求保住兩席，決定只派一隊），決定即時退黨，並以獨立民主派身份參選，惟黎氏低票落敗，其後加入公民黨。
2011年區議會選舉，當時因興華（二）邨裕興樓劃入此區，人口約15,538人，其中有9,491位選民。黎志強再度參選，其政壇宿敵鄰區興民區議員、民建聯成員趙承基讓位予新人劉慶揚和填補馬德成不參選而出選此區，最終黎志強以2,309票，絕大比數擊敗只取得1,268票的趙承基。
2015年區議會選舉，選區估算約15,427人，議席由公民黨黎志強、聲稱無黨派的李莉及呂志文爭奪。李莉其實是接替趙承基代表親北京勢力在此區參選，得到香港島各界聯合會支持，她被指是中聯辦在幕後支持的區選侯選人之一，同時她亦是香港島各界聯合會當區屬會的會長。呂志文則是鄰區翠德的前任區議員，立場較親民主派，上屆敗給自由黨的李鎮強，今次轉戰本區，最終黎志強以2,314票勝出。
2019年區議會選舉，黎志強以3,591票打敗得到2,742票的民建聯兼工聯會成員陳凱榮。基於泛民主派於東區過半，黎志強於2020年獲提舉為東區區議會主席。2021年7月8日，因應政府計劃追討協助民主派初選區議員的酬金津貼傳聞所帶動的區議員辭職潮中，黎志強辭去區議員。
議席藉此一直懸空至2023年選舉改革被撤銷，與杏花邨、翠灣、欣藍、小西灣、景怡、環翠、興民、樂康、翠德、漁灣及佳曉選區合併為柴灣選區。

## 歷屆議員
| 選區名稱 | 屆別                 | 議員           | 政治聯繫       | 政治聯繫                   | 議員                              | 政治聯繫                          | 政治聯繫                          |
| -------- | -------------------- | -------------- | -------------- | -------------------------- | --------------------------------- | --------------------------------- | --------------------------------- |
| 柴灣西   | 1985年－1988年       | 定為單議席選區 | 定為單議席選區 | 定為單議席選區             | 陳志強                            |                                   | 革新會                            |
| 柴灣西   | 1988年－1991年       | 黎志強         |                | 無黨籍 → 港 港同盟/匯 匯點 | 張慧冰                            |                                   | 無黨籍                            |
| 柴灣西   | 1991年－1994年       | 黎志強         |                | 港 港同盟/匯 匯點          | 黃立誠                            |                                   | 柴灣坊眾聯誼會                    |
| 翡翠     | 1994年－1999年       | 黎志強         |                | 民主黨                     | 分拆出興民選區後， 定為單議席選區 | 分拆出興民選區後， 定為單議席選區 | 分拆出興民選區後， 定為單議席選區 |
| 翡翠     | 2000年－2003年       | 黎志強         |                | 民主黨                     | 分拆出興民選區後， 定為單議席選區 | 分拆出興民選區後， 定為單議席選區 | 分拆出興民選區後， 定為單議席選區 |
| 翡翠     | 2004年－2007年       | 黎志強         |                | 民主黨                     | 分拆出興民選區後， 定為單議席選區 | 分拆出興民選區後， 定為單議席選區 | 分拆出興民選區後， 定為單議席選區 |
| 翡翠     | 2008年－2011年       | 黎志強         |                | 民主黨                     | 分拆出興民選區後， 定為單議席選區 | 分拆出興民選區後， 定為單議席選區 | 分拆出興民選區後， 定為單議席選區 |
| 翡翠     | 公民黨               | 黎志強         |                |                            | 分拆出興民選區後， 定為單議席選區 | 分拆出興民選區後， 定為單議席選區 | 分拆出興民選區後， 定為單議席選區 |
| 翡翠     | 2012年－2015年       | 黎志強         |                |                            | 分拆出興民選區後， 定為單議席選區 | 分拆出興民選區後， 定為單議席選區 | 分拆出興民選區後， 定為單議席選區 |
| 翡翠     | 2016年－2019年       | 黎志強         |                |                            | 分拆出興民選區後， 定為單議席選區 | 分拆出興民選區後， 定為單議席選區 | 分拆出興民選區後， 定為單議席選區 |
| 翡翠     | 2020年－2021年7月8日 | 黎志強         |                |                            | 分拆出興民選區後， 定為單議席選區 | 分拆出興民選區後， 定為單議席選區 | 分拆出興民選區後， 定為單議席選區 |
| 翡翠     | 2021年7月9日－2023年 | 懸空           | 懸空           | 懸空                       | 分拆出興民選區後， 定為單議席選區 | 分拆出興民選區後， 定為單議席選區 | 分拆出興民選區後， 定為單議席選區 |

## 歷屆選舉結果
| 政党   | 政党           | 候选人    | 票数  | %     | ±      |
| ------ | -------------- | --------- | ----- | ----- | ------ |
|        | 公民黨         | 1. 黎志強 | 3,591 | 56.70 | +1.93‬  |
|        | 民建聯/ 工聯會 | 2. 陳凱榮 | 2,742 | 43.30 | 不適用 |
| 多数票 | 多数票         | 多数票    | 849   | 13.40 | -1.16  |

| 政党   | 政党             | 候选人    | 票数  | %     | ±      |
| ------ | ---------------- | --------- | ----- | ----- | ------ |
|        | 香港島各界聯合會 | 1. 李莉   | 1,797 | 42.53 | 不適用 |
|        | 公民黨           | 2. 黎志強 | 2,314 | 54.77 | -9.78  |
|        | 無黨派           | 3. 呂志文 | 114   | 2.70  | 不適用 |
| 多数票 | 多数票           | 多数票    | 517   | 12.24 | -16.86 |

| 政党   | 政党   | 候选人    | 票数  | %     | ±      |
| ------ | ------ | --------- | ----- | ----- | ------ |
|        | 公民黨 | 1. 黎志強 | 2,309 | 64.55 | +5.18  |
|        | 民建聯 | 2. 趙承基 | 1,268 | 35.45 | 不適用 |
| 多数票 | 多数票 | 多数票    | 1,041 | 29.10 | +10.35 |

| 政党   | 政党   | 候选人    | 票数  | %     | ±      |
| ------ | ------ | --------- | ----- | ----- | ------ |
|        | 民建聯 | 1. 馬德成 | 1,129 | 40.63 | 不適用 |
|        | 民主黨 | 2. 黎志強 | 1,650 | 59.37 | 不適用 |
| 多数票 | 多数票 | 多数票    | 521   | 18.75 | 不適用 |

| 政党   | 政党   | 候选人    | 票数  | %     | ±      |
| ------ | ------ | --------- | ----- | ----- | ------ |
|        | 民建聯 | 1. 馬德成 | 1,080 | 35.86 | 不適用 |
|        | 民主黨 | 2. 黎志強 | 1,932 | 64.14 | 不適用 |
| 多数票 | 多数票 | 多数票    | 852   | 28.29 | 不適用 |

| 政党   | 政党   | 候选人    | 票数  | %     | ±      |
| ------ | ------ | --------- | ----- | ----- | ------ |
|        | 民建聯 | 1. 馬德成 | 1,446 | 46.92 | 不適用 |
|        | 民主黨 | 2. 黎志強 | 1,636 | 53.08 | 不適用 |
| 多数票 | 多数票 | 多数票    | 190   | 6.16  | 不適用 |

| 政党   | 政党           | 候选人 | 票数  | %     | ±      |
| ------ | -------------- | ------ | ----- | ----- | ------ |
|        | 港同盟/匯 匯點 | 黎志強 | 1,666 | 65.88 | 不適用 |
|        | 民建聯         | 鄧錫清 | 863   | 34.12 | 不適用 |
| 多数票 | 多数票         | 多数票 | 803   | 31.75 | 不適用 |

| 政党   | 政党           | 候选人 | 票数  | %     | ±      |
| ------ | -------------- | ------ | ----- | ----- | ------ |
|        | 港同盟/匯 匯點 | 黎志強 | 2,072 | 49.65 | 不適用 |
|        | 柴灣坊眾聯誼會 | 黃立誠 | 1,304 | 31.25 | 不適用 |
|        | 公民協會       | 孫立輝 | 797   | 19.1  | 不適用 |
| 多数票 | 多数票         | 多数票 | 507   | 12.15 | 不適用 |

| 政党   | 政党   | 候选人 | 票数  | %     | ±      |
| ------ | ------ | ------ | ----- | ----- | ------ |
|        | 獨立   | 黎志強 | 1,933 | 36.69 | 不適用 |
|        | 獨立   | 張慧冰 | 1,753 | 33.27 | 不適用 |
|        | 獨立   | 趙承基 | 1,125 | 21.35 | 不適用 |
|        | 獨立   | 崔建邦 | 448   | 8.5   | 不適用 |
| 多数票 | 多数票 | 多数票 | 628   | 11.92 | 不適用 |

| 政党   | 政党   | 候选人 | 票数  | %     | ±      |
| ------ | ------ | ------ | ----- | ----- | ------ |
|        | 革新會 | 陳志強 | 3,056 | 80.32 | 不適用 |
|        | 獨立   | 黃斌權 | 749   | 19.68 | 不適用 |
| 多数票 | 多数票 | 多数票 | 2,307 | 60.63 | 不適用 |